# Poliziotto di quartiere (serie televisiva)
Poliziotto di quartiere (The Blue Knight) è una serie televisiva statunitense in 24 episodi trasmessi per la prima volta nel corso di 2 stagioni dal 1975 al 1976. È basata sul romanzo di Joseph Wambaugh Il cavaliere blu (The Blue Knight) del 1972. La serie era stata preceduta da una miniserie, Los Angeles quinto distretto di polizia (o Il cavaliere blu, in originale The Blue Knight), della durata totale di 240 minuti, trasmessa nel novembre del 1973, in cui il ruolo di Bumper Morgan era stato interpretato da William Holden.

## Trama
Bumper Morgan è un poliziotto veterano a Los Angeles che continua a pattugliare le strade in uniforme rifiutando le promozioni di grado per restare a contatto con la strada. La serie affronta le situazioni quotidiane di Morgan con pericolosi criminali e spacciatori di droga.

## Personaggi e interpreti
- Bumper Morgan (24 episodi, 1975-1976), interpretato da George Kennedy.
- Wimpy (5 episodi, 1975-1976), interpretato da John Steadman.
- Mose (4 episodi, 1976), interpretato da Lee Weaver.
- Bonnie (4 episodi, 1975-1976), interpretato da Lucy Saroyan.
- Ufficiale Wells (4 episodi, 1976), interpretato da Robert Hays.
- Carrie (4 episodi, 1976), interpretato da Barbara Rhoades.
- Primo Ufficiale (3 episodi, 1975-1976), interpretato da Al Hansen.
- Tenente Hadley (3 episodi, 1976), interpretato da Tom Bower.
- Ufficiale (3 episodi, 1976), interpretato da Don Maxwell.
- Sergente Whitfield (3 episodi, 1976), interpretato da Jess Nadelman.

### Guest star
Tra le guest star: Robert Hays, Morgan Paull, Bill Fletcher, Robert DoQui, Eddie Firestone, Vic Tayback, Bob Harcum, Henry Brown, Clyde Kusatsu, James Hong, Gerald McRaney, Edward Binns, Alex Rocco, Glynn Turman, Verna Bloom.

## Produzione
La serie fu prodotta da Lorimar Productions e girata negli studios della Warner Brothers a Burbank in California. Le musiche furono composte da Henry Mancini e Robert Prince e Pete Rugolo.

### Registi
Tra i registi sono accreditati:
- Harvey S. Laidman in 2 episodi (1976)
- William F. Claxton
- Charles S. Dubin
- Alvin Ganzer
- Paul Krasny
- Irving J. Moore
- Leo Penn

### Sceneggiatori
Tra gli sceneggiatori sono accreditati:
- Joseph Wambaugh in 25 episodi (1975-1976)
- Albert Ruben in 2 episodi (1975-1976)
- Dallas L. Barnes
- Walter Dallenbach
- Robert Dellinger
- John T. Dugan
- Herman Groves
- James G. Hirsch
- Don Letney
- Gene Radano
- Del Reisman
- Fred Segal
- Bill Stratton
- Michael I. Wagner
- Earl W. Wallace

## Distribuzione
La serie fu trasmessa negli Stati Uniti dal 9 maggio 1975 (pilot) e dal 17 dicembre 1975 (1º episodio) al 1º dicembre 1976 sulla rete televisiva CBS. In Italia è stata trasmessa con il titolo Poliziotto di quartiere.
Alcune delle uscite internazionali sono state:
- negli Stati Uniti il 9 maggio 1975 (pilot)
17 dicembre 1975 (1º episodio) (The Blue Knight)
- nei Paesi Bassi il 3 giugno 1977
- in Germania Ovest il luglio 1989 (Bumpers Revier)
- in Spagna (El caballero de azul)
- in Italia (Poliziotto di quartiere)

## Episodi
| Stagione         | Episodi | Prima TV USA |
| ---------------- | ------- | ------------ |
| Prima stagione   | 14      | 1975-1976    |
| Seconda stagione | 10      | 1976         |